# Morbello
Morbello (Mirbé in piemontese) è un comune italiano di 397 abitanti della provincia di Alessandria, in Piemonte, situato nell'Alto Monferrato.

## Storia
Citato già in documento del X secolo, fece parte del comitato di Acqui e poi fu un possedimento dei marchesi del Bosco, da cui discesero i signori di Morbello. Sottomessosi alla Repubblica di Genova nel 1233, il possedimento fu spartito con la famiglia Malaspina. Nel 1708 Morbello entrò nell'orbita del marchesato del Monferrato di cui seguì le sorti.

### Simboli
Lo stemma e il gonfalone del comune di Morbello sono stati concessi con decreto del presidente della Repubblica del 27 marzo 1992.
Il gonfalone è un drappo partito di giallo e di azzurro.

## Monumenti e luoghi d'interesse

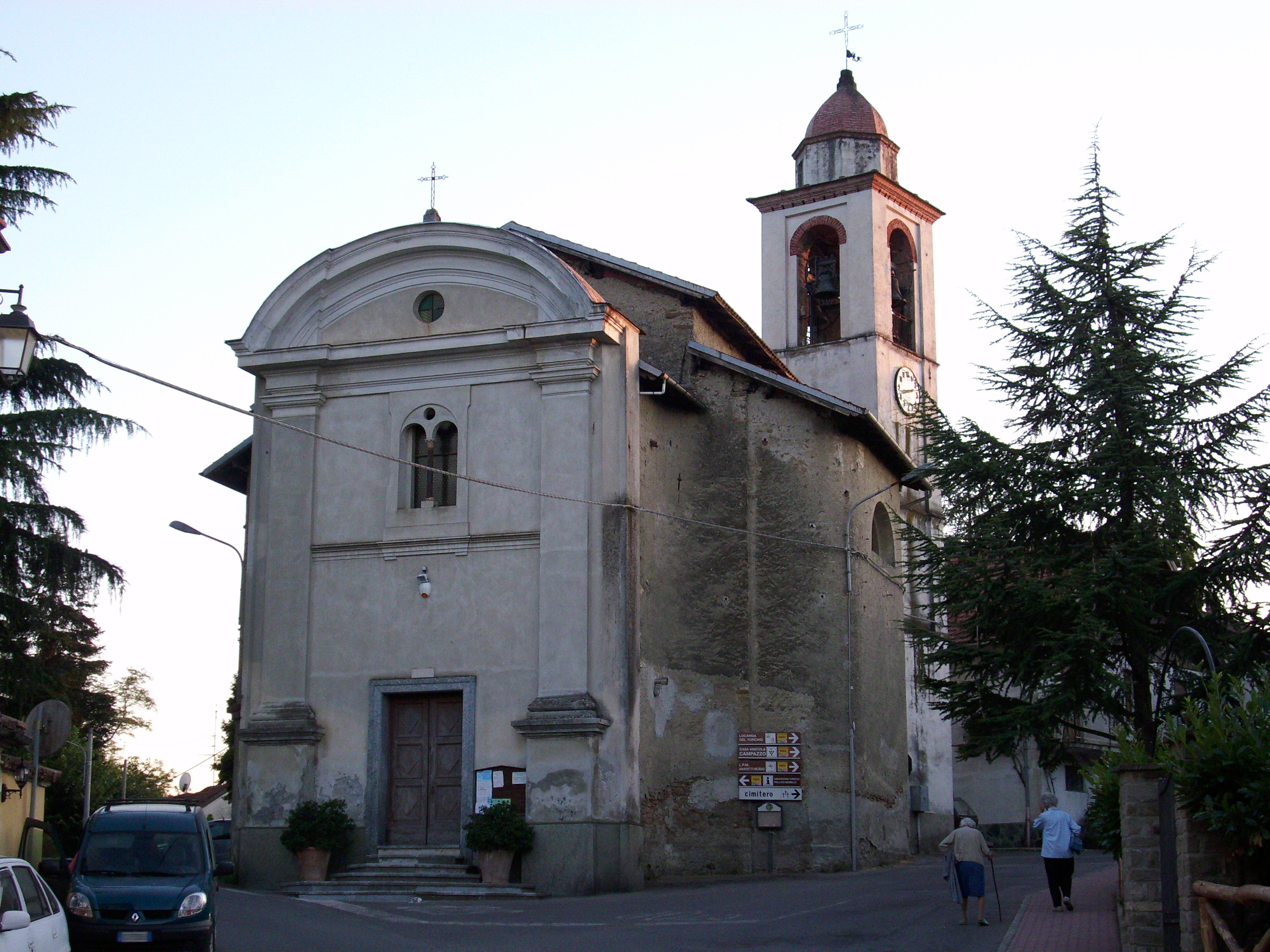
La chiesa di San Rocco in frazione Costa

Dominano il borgo di Morbello Piazza, i ruderi del castello, più volte distrutto e ricostruito a partire dal XVII secolo. Appartenuto a diverse famiglie genovesi, fu edificato nel XII secolo. Sede dell'associazione medioevale Limes Vitae che vi organizza visite con guide in costume, fa parte del sistema dei "Castelli Aperti" del Basso Piemonte.
Altri resti medievali sono i ruderi della torre del Marocco e della torre del Ciglione.
La parrocchiale di San Sisto, conserva al suo interno un dipinto firmato Beccaria e nella sacrestia tavole lignee seicentesche raffiguranti i misteri del Rosario.
Nella frazione Costa sono presenti diverse aziende dolciarie che producono i tipici amaretti e baci di dama. Nella frazione Costa si trova altresì la chiesa di San Rocco, risalente all'XI secolo circa, ma pesantemente modificata in epoche successive.

## Società

### Evoluzione demografica
Abitanti censiti

## Cultura

### Eventi

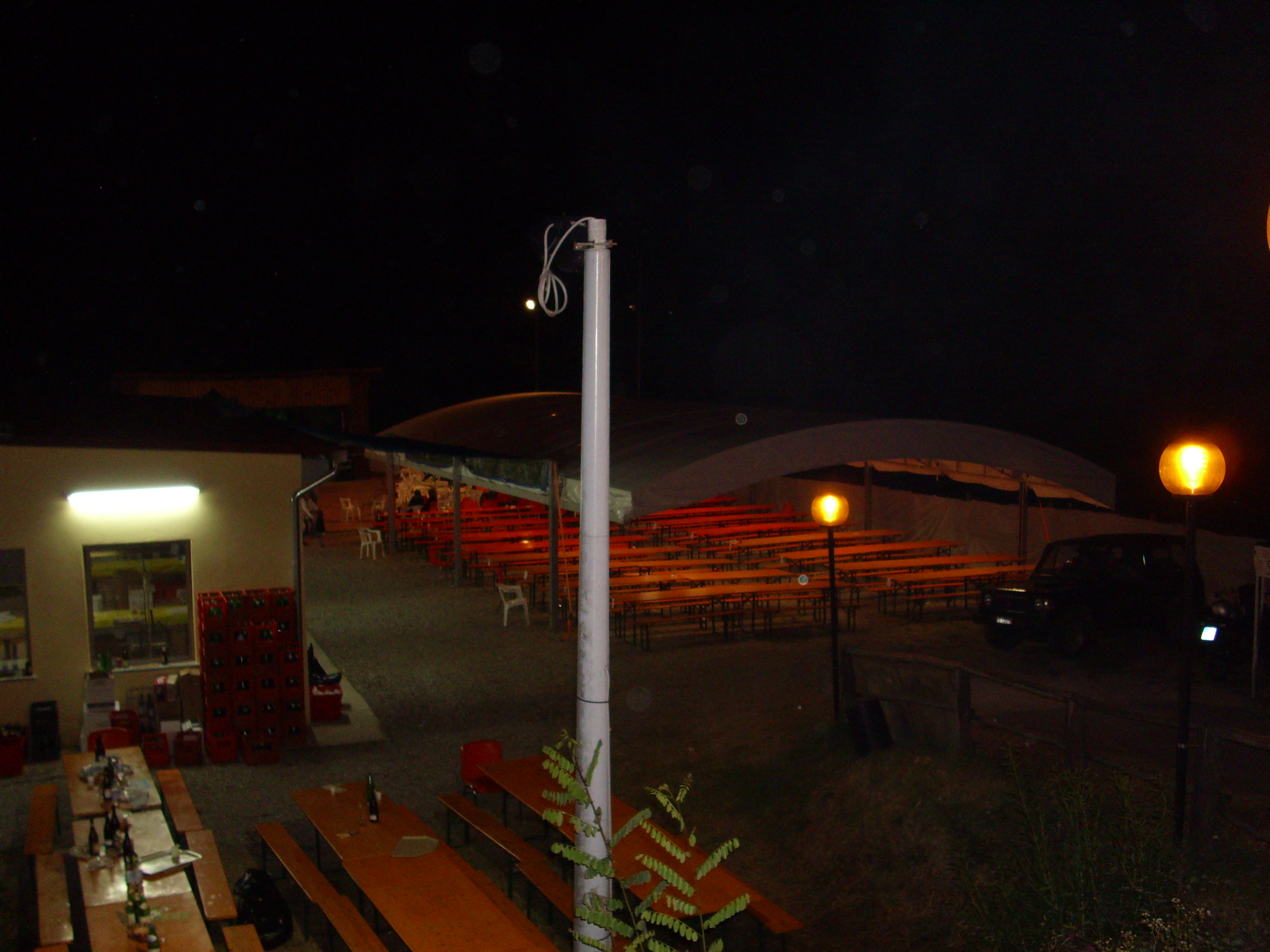
La sagra del cinghiale

- Sagra del cinghiale, 2ª settimana di agosto;
- Festa della birra, 1º sabato di luglio;
- Sagra delle castagne (Castagnata), 3ª domenica di ottobre;
- Festa Medioevale, giugno.

## Infrastrutture e trasporti
Il territorio comunale è attraversato dalla SP 208 Strada Provinciale Cassinelle - Cimaferle. Su questa confluisce la SP 209 Strada Provinciale Della Chiapuzzotta, che parte nei pressi della località Costa, incrociandosi con la SP 205 Strada Provinciale Molare Visone. Sempre dal tratto di SP 205 contenuto nel territorio comunale inizia in località Valosio la SP 206 Strada Provinciale della Cavalla, che collega il comune con Prasco.

## Amministrazione
Di seguito è presentata una tabella relativa alle amministrazioni che si sono succedute in questo comune.
| Periodo          | Periodo          | Primo cittadino    | Partito                                 | Carica      | Note  |
| ---------------- | ---------------- | ------------------ | --------------------------------------- | ----------- | ----- |
| 25 luglio 1988   | 7 giugno 1993    | Giovanni Vacca     | Partito Socialista Democratico Italiano | Sindaco     | [ 7 ] |
| 7 giugno 1993    | 5 maggio 1996    | Claudio Parodi     | lista civica                            | Sindaco     | [ 7 ] |
| 5 maggio 1996    | 18 novembre 1996 | Anna Maria Santoro |                                         | Comm. pref. | [ 7 ] |
| 18 novembre 1996 | 14 maggio 2001   | Giovanni Vacca     | lista civica                            | Sindaco     | [ 7 ] |
| 28 maggio 2001   | 30 maggio 2006   | Giancarlo Campazzo | lista civica                            | Sindaco     | [ 7 ] |
| 30 maggio 2006   | 16 maggio 2011   | Giancarlo Campazzo | lista civica                            | Sindaco     | [ 7 ] |
| 16 maggio 2011   | 5 giugno 2016    | Gianguido Pesce    | lista civica: torre su collina alberata | Sindaco     | [ 7 ] |
| 6 giugno 2016    | 3 ottobre 2021   | Alessandro Vacca   | lista civica: impegno e collaborazione  | Sindaco     | [ 7 ] |
| 3 ottobre 2021   | in carica        | Alessandro Vacca   | lista civica: impegno e collaborazione  | Sindaco     | [ 7 ] |

## Sport
Il Morbello Calcio è la principale squadra di calcio del paese, militante in seconda categoria.